# Kordon
Kordon (serbi: Кордон) és una pel·lícula iugoslava de 2002 dirigida per Goran Marković. Va guanyar el [Grand Prix des Amériques, el premi principal del Festival Internacional de Cinema de Montreal. La pel·lícula de Marković se centra en un "cordó" (patrulla) policial contra les protestes sèrbies de 1996–1997 que van intentar enderrocar a Slobodan Milošević.

## Argument
Durant el 1997, durant el període més repressiu del règim de Milosevic, quatre mesos de protestes van sacsejar el país. Els sis policies de guàrdia estan esgotats per l'acció continuada i completament "decapitats" pels fets. Enfrontant-se als manifestants cada dia, viuen la vetllada més crítica. Aquella nit, quan les protestes han arribat al punt d'ebullició, el càmera Aca és disparat per la policia, que perd un ull. El cap de policia perd el seu càrrec...

## Repartiment
- Marko Nikolić - Drac
- Dragan Petrović - Negre
- Nenad Jezdić - Camperol
- Nikola Đuričko - Dusan
- Nebojša Milovanović - Cotxes
- Ratko Tankosić - Uros
- Milutin Milošević - Pare
- Marija Dakić - Alba
- Bogdan Diklić - Borko
- Hristina Popović - Jelena
- Radmila Tomović - Boyana
- Bojana Tušup - Amic de Jelena
- Marko Baćović - Un cirurgià